# Ханс Келзен
Ханс Келзен (Праг, 11. октобар 1881 — Беркли, 19. април 1973) је био аустријски правник.

## Биографија
Ханс Келзен је рођен у Прагу 11. октобра 1881. године. Почев од 1883. године породица је живела у Бечу где прошао кроз све школе, Келзен је апсолвирао своје студије права, хабилитован је 1911. г. и коначно, од 1919. до 1930. вршио је службу „редовног професора државног и управног права“ на Бечком универзитету.
Године 1930. прихвата понуду Келна и пресељава се у Немачку. 
У центру стваралаштва Ханса Келзена налази се развијање и непрестано продубљивање теорије „критичког правног позитивизма“, Чисте теорије права. Приликом припремања свог хабитационог списа Главни проблеми теорије државног права Келзен је имао контакта са истакнутим немачким научницима, а особито се налазио и под утиском водећег аустријског теоретичара државног права, Едмунда Берначика. 
Свакако да су и тешке државноправне прилике Двојне монархије допринеле развоју чисте теорије права. Он осврћући се на „аустријски аспект“ Чисте теорије права - мисли следеће:
"С обзиром на аустријску државу, која је била састављена од тако многих група различитих по раси, језику, религији и историји, теорије које су покушале да јединство државе заснују на некаквој социјално-психолошкој или социјално-билошкој повезаности људи који правно припадају држави, показале су се сасвим очигледно као фикције. Уколико је та теорија државе суштински саставни део Чисте теорије права, може Чиста теорија права важити као једна специфично аустријска теорија“. 
У наредним годинама Келзен ће даље развијати у многим списима ту теорију.
Он пре 1920. теријски припрема уставно судство и уставнотехничку могућност Аустије. Тиме Аустрија добија први пут у правној историји уставно судство. 1920. постаје члан Уставног суда где остаје девет година. Аустрију напушта 1930. због преоштрих реакција једног дела јавности на одређену јудикатуру Уставног суда.
С обзиром да је као и други научници његовог окружења био јеврејског порекла, а и позната ситуација у Немачкој од 1933. натерали су га да 1938. године емигрира за САД где ће 1950. постати професор филозофије и психологије на универзитету Ајова.
Умро је 19. априла 1973. године у Америци.